# Ewangelos Damaskos
Ewangelos Damaskos (gr. Ευάγγελος Δαμάσκος; ur. w Acharnes, data urodzenia i śmierci nieznana) – grecki lekkoatleta (tyczkarz, uczestnik igrzysk olimpijskich w 1896.

## Igrzyska w Atenach w 1896
Ewangelos Damaskos wystartował w konkurencji skoku o tyczce. Grek uzyskał wynik 2,60 m, co dało mu 3. miejsce wspólnie z innym Grekiem Joanisem Teodoropulosem. Greccy zawodnicy byli wyraźnie słabsi od Amerykanów. Gdy Damaskos i jego koledzy skończyli już swój udział w zawodach, Amerykanie dopiero rozpoczynali swoje zmagania.